# Веллаува-Лейк (Орегон)
Веллаува-Лейк (англ. Wallowa Lake) — переписна місцевість (CDP) в США, в окрузі Валлова штату Орегон. Населення — 72 особи (2020).

## Географія
Веллаува-Лейк розташована за координатами 45°18′2″ пн. ш. 117°12′55″ зх. д. / 45.30056° пн. ш. 117.21528° зх. д. (45.300501, -117.215247).  За даними Бюро перепису населення США в 2010 році переписна місцевість мала площу 10,36 км², з яких 4,75 км² — суходіл та 5,61 км² — водойми.

## Демографія
Згідно з переписом 2010 року, у переписній місцевості мешкали 62 особи в 37 домогосподарствах у складі 19 родин. Густота населення становила 6 осіб/км².  Було 276 помешкань (27/км²).
Расовий склад населення:
| - 96,8 % — білих - 1,6 % — корінних американців |

До двох чи більше рас належало 1,6 %. Частка іспаномовних становила 1,6 % від усіх жителів.
За віковим діапазоном населення розподілялося таким чином: 0,0 % — особи молодші 18 років, 50,0 % — особи у віці 18—64 років, 50,0 % — особи у віці 65 років та старші. Медіана віку мешканця становила 64,5 року. На 100 осіб жіночої статі у переписній місцевості припадало 87,9 чоловіків;  на 100 жінок у віці від 18 років та старших — 87,9 чоловіків також старших 18 років.
Цивільне працевлаштоване населення становило 0 осіб. 